# 필리피 코치뉴
필리피 코치뉴 코헤이아(Philippe Coutinho Correia, 1992년 6월 12일 ~ )는 브라질의 축구 선수이며, 현재 캄페오나투 브라질레이루 세리이 A의 바스쿠 다 가마에서 뛰고 있다. 포지션은 윙어이다.

## 구단 경력

### CR 바스쿠 다 가마
쿠티뉴는 브라질의 바스쿠 다 가마 유소년 팀에서 처음 축구 선수 생활을 시작했다가, 2008년에 인테르와 성인 팀 계약을 맺고 브라질 선수는 만 18세까지 자국 무대에서 뛰어야 하는 어린 선수 보호법에 의거해서 바스쿠 다 가마에서 만 18세까지 임대로 총 19경기에 출전 1골을 넣었다.

### FC 인테르나치오날레

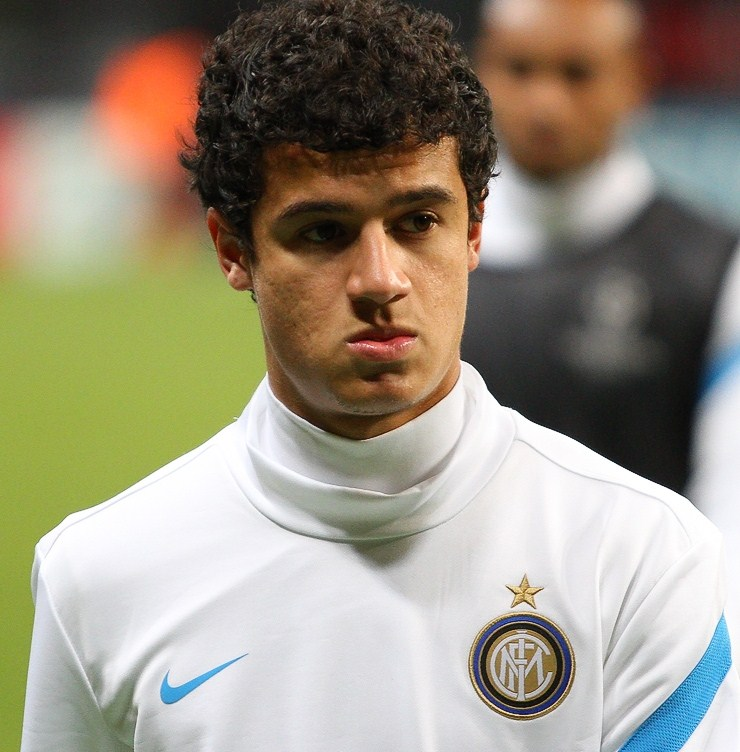
인테르에서 훈련을 하고 있는 쿠티뉴

쿠티뉴는 만 18세가 된 2010년 7월에 인테르로 이적한다. 그가 인테르로 이적했을 때 감독 라파 베니테스와 구단주 마시모 모라티는 "그는 인테르의 미래다."라고 말하며 좋아했다.
그는 At. 마드리드를 상대하는 2010년 8월 27일 UEFA 슈퍼컵 결승전에서 교체 출전해서 데뷔전을 치뤘으나 팀은 2:0으로 패배하였다.
그는 인테르에서 좋은 활약을 이어가지 못 하였고 2011-2012시즌 겨울 이적 시장을 통해 RCD 에스파뇰로 임대되었다.
복귀 후 그는 다시금 좋지 않은 모습을 보였고 그로 인해 인테르는 그를 팔기로 결정한다.
결국 그는 2012-2013시즌 겨울 이적 시장을 통해 리버풀로 이적한다

#### RCD 에스파뇰 (임대)
인테르에서 실망스런 모습을 보인 그는 2012년 겨울 이적 시장을 통해 RCD 에스파뇰로 임대 되어 준수한 활약으로 에스파뇰을 이끌었고, 당시 에스파뇰 감독이였던 현 PSG 마우리시오 포체티노 감독이 2012-2013시즌 겨울 이적 시장에서 리버풀의 영입대상 이었던 그를 사우샘프턴 FC으로 하이재킹을 시도했으나 브라질 축구 국가대표팀 동료 루카스 레이바가 뛰고 있는 리버풀을 선택하여 이적하였다.

### 리버풀 FC
인테르로 돌아가 평범한 활약을 하던 그는 2012-2013 겨울 이적 시장을 통해 리버풀로 이적한다. 이적 후 그는 좋은 모습을 보이며 루이스 수아레스, 다니엘 스터리지등과 함께 후반기 상승세를 이끌었다.
2013-2014 시즌 잔부상으로 시즌 초반 출장하지 못했으나 11월 복귀후 팀의 10번 역할을 훌륭히 해내며 팀에 창의성을 불어 넣어주고 루이스 수아레스와 함께 팀의 에이스 역할을 수행했다. 14-15 시즌에는 윙어 포지션으로 출전하여 뛰어난 활약을 보였으며, 지난 시즌 후반기부터 일부 팬들에게서 제기되던 기복과 탈압박 능력 부족, 슈팅 난사 등의 문제가 점점 부각되며 팬들의 신뢰를 잃어가고 있는 상태까지 가다가 박싱데이 이후 다시 기량을 끌어올려 첫시즌보다 더 발전했다는 평가가 있다. 16-17 시즌에서 클롭감독에 체제에 완전히 녹아들어 좋은 기량을 보여주었으며, 팀에 에이스 역할을 충실히 해 나갔으며 팀을 챔피언스 리그로 복귀시켰다.

### FC 바르셀로나
2018년 1월 6일, FC 바르셀로나로 이적이 발표되었다. 챔스는 시즌 중반에 팀에 들어왔기 때문에 뛸 수 없었지만 코파 델레이에서 페널티킥으로 팀의 5-0 승리를 견인하고 2017-2018 시즌에만 8골을 넣으며 나쁘지 않은 활약을 보여 주었다.

#### FC 바이에른 뮌헨 (임대)
2019년 8월 16일, 그는 바르샤에서 설자리를 잃어 결국 FC 바이에른 뮌헨으로 임대 이적했다.

## 국가대표팀 경력
쿠티뉴는 2009년 남아메리카 U-17 축구 선수권 대회에서 브라질 대표팀이 우승하는 것을 도왔고, 그는 2010년 10월 7일 이란과의 친선경기에서 브라질 성인 대표팀 경기에 데뷔하였다.

## 기록

### 클럽 기록
2024년 4월 28일 경기 기준 통계
| 클럽             | 클럽    | 클럽         | 리그 | 리그 | 컵   | 컵   | 리그 컵 | 리그 컵 | 국제 대회 | 국제 대회 | 기타 | 기타 | 합계 | 합계 |
| 클럽             | 시즌    | 리그         | 출장 | 득점 | 출장 | 득점 | 출장    | 득점    | 출장      | 득점      | 출장 | 득점 | 출장 | 득점 |
| ---------------- | ------- | ------------ | ---- | ---- | ---- | ---- | ------- | ------- | --------- | --------- | ---- | ---- | ---- | ---- |
| 바스코 다 가마   | 2009    | 세리에 B     | 12   | 0    | 0    | 0    | —       | —       | 0         | 0         | 0    | 0    | 12   | 0    |
| 바스코 다 가마   | 2010    | 세리에 A     | 7    | 1    | 7    | 1    | —       | —       | 0         | 0         | 17   | 3    | 31   | 5    |
| 바스코 다 가마   | 합계    | 합계         | 19   | 1    | 7    | 1    | —       | —       | 0         | 0         | 17   | 3    | 43   | 5    |
| 인테르나치오날레 | 2010-11 | 세리에 A     | 13   | 1    | 0    | 0    | 0       | 0       | 6         | 0         | 1    | 0    | 20   | 1    |
| 인테르나치오날레 | 2011–12 | 세리에 A     | 5    | 1    | 0    | 0    | 0       | 0       | 3         | 0         | —    | —    | 8    | 1    |
| 인테르나치오날레 | 2012-13 | 세리에 A     | 10   | 1    | 0    | 0    | 0       | 0       | 9         | 2         | —    | —    | 19   | 3    |
| 인테르나치오날레 | 합계    | 합계         | 28   | 3    | 0    | 0    | 0       | 0       | 18        | 2         | 1    | 0    | 47   | 5    |
| 에스파뇰 (임대)  | 2011-12 | 라리가       | 16   | 5    | 0    | 0    | 0       | 0       | —         | —         | —    | —    | 16   | 5    |
| 리버풀           | 2012-13 | 프리미어리그 | 13   | 3    | 0    | 0    | 0       | 0       | 0         | 0         | —    | —    | 13   | 3    |
| 리버풀           | 2013-14 | 프리미어리그 | 33   | 5    | 3    | 0    | 1       | 0       | —         | —         | —    | —    | 37   | 5    |
| 리버풀           | 2014-15 | 프리미어리그 | 35   | 5    | 7    | 3    | 4       | 0       | 6         | 0         | —    | —    | 52   | 8    |
| 리버풀           | 2015-16 | 프리미어리그 | 26   | 8    | 1    | 1    | 3       | 1       | 13        | 2         | —    | —    | 43   | 12   |
| 리버풀           | 2016-17 | 프리미어리그 | 31   | 13   | 2    | 0    | 3       | 1       | —         | —         | —    | —    | 36   | 14   |
| 리버풀           | 2017-18 | 프리미어리그 | 14   | 7    | 0    | 0    | 1       | 0       | 5         | 5         | —    | —    | 20   | 12   |
| 리버풀           | 합계    | 합계         | 152  | 41   | 13   | 4    | 12      | 2       | 24        | 7         | —    | —    | 202  | 54   |
| 바르셀로나       | 2017-18 | 라리가       | 18   | 8    | 4    | 2    | —       | —       | —         | —         | —    | —    | 22   | 10   |
| 바르셀로나       | 2018-19 | 라리가       | 34   | 5    | 7    | 3    | —       | —       | 12        | 3         | 1    | 0    | 54   | 11   |
| 바르셀로나       | 2020-21 | 라리가       | 12   | 2    |      |      | —       | —       | 2         | 1         |      |      | 14   | 3    |
| 바르셀로나       | 2021-22 | 라리가       | 12   | 2    |      |      | —       | —       | 4         | 0         |      |      | 16   | 2    |
| 바르셀로나       | 합계    | 합계         | 76   | 17   | 11   | 5    |         |         | 18        | 4         | 1    | 0    | 106  | 26   |
| 바이에른 뮌헨    | 2019-20 | 분데스리가   | 23   | 8    | 4    | 0    | —       | —       | 11        | 3         |      |      | 38   | 11   |
| 아스톤 빌라      | 2021-22 | 프리미어리그 | 19   | 5    |      |      |         |         |           |           |      |      | 19   | 5    |
| 아스톤 빌라      | 2022-23 | 프리미어리그 | 20   | 1    | 1    | 0    | 1       | 0       |           |           |      |      | 22   | 1    |
| 아스톤 빌라      | 2023-24 | 프리미어리그 | 2    | 0    |      |      |         |         |           |           |      |      | 2    | 0    |
| 아스톤 빌라      | 합계    | 합계         | 41   | 6    | 1    | 0    | 1       | 0       |           |           |      |      | 43   | 6    |
| 알두하일         | 2023-24 | QSL          | 16   | 3    |      |      | 1       | 1       | 3         | 2         |      |      | 20   | 6    |
| 총 합계          | 총 합계 | 총 합계      | 371  | 84   | 36   | 10   | 14      | 3       | 74        | 18        | 19   | 3    | 514  | 118  |

1. ↑  코파 두 브라지우, 코파 이탈리아, 코파 델 레이 그리고 FA컵 포함

1. ↑  모든 경기 캄페오나투 카리오카
2. ↑  6경기 UEFA 챔피언스리그
3. ↑  1경기 UEFA 슈퍼컵
4. 1 2  모든 경기 UEFA 챔피언스리그
5. 1 2  모든 경기 UEFA 유로파리그
6. ↑  5경기 UEFA 챔피언스리그, 1경기 유로파리그
7. ↑  UEFA 챔피언스리그 출전 경기 포함

## 수상

#### 바스쿠 다 가마
- 캄페오나투 브라실레이루 세리 B (1): 2009

#### 인테르나치오날레 밀라노
- 수페르코파 이탈리아나 : 2010

#### 바르셀로나
- 라리가 : 2017–18, 2018–19
- 코파 델 레이 : 2017-18
- 수페르코파 데 에스파냐 : 2018

#### 바이에른 뮌헨
- 분데스리가 우승 : 2019-20
- DFB-포칼 우승 : 2019-20
- UEFA 챔피언스리그 우승 : 2019-20

#### 브라질
- FIFA U-20 월드컵 : 우승 (2011)

- 남미 U-17 챔피언쉽 (1): 2009
- 코파 아메리카 : 2019

### 개인
- PFA 올해의 팀 : 2014-15
- UEFA 유로파리그 시즌의 스쿼드 : 2015-16
- 리버풀 올해의 선수 : 2014–15, 2015–16
- 삼바 골드 : 2016
- NFA 올해의 선수 : 2016
- FSF 올해의 선수 : 2016
- FIFA 월드컵 : 올스타팀, 드림팀 (2018)
- 분데스리가 이 달의 골 : 2019년 12월

### 내용주
1. ↑  흔히 ‘필리페 쿠티뉴’로 표기하는 경우가 있으나, 이는 잘못된 표기이다.

### 참고주
1. ↑  “Coutinho, 4 milioni per il Pato di Moratti”. 《La Gazzetta dello Sport》 (이탈리아어). 2008년 7월 23일. 2010년 11월 20일에 확인함.
2. ↑  “Coutinho is a Barca player”. FC 바르셀로나. 2018년 1월 6일.
3. ↑  “Iran 0 Brazil 3”. 《Soccerway》. 2010년 10월 7일. 2013년 1월 31일에 확인함.
4. ↑  필리피 코치뉴 프로필 - 사커베이스